# ジェレミー・ヤササ
ジェレミー・ヤササ (英：Jeremy Yasasa、1985年3月27日 - )はパプアニューギニアのサッカー選手。PRKヘカリ・ユナイテッドFC所属。サッカーパプアニューギニア代表としてOFCネイションズカップ2012と自国開催で準優勝を果たしたOFCネイションズカップ2016に出場している。